# Alaszkai vadjuh
Az alaszkai vadjuh vagy Dall-juh (Ovis dalli) az emlősök (Mammalia) osztályának párosujjú patások (Artiodactyla) rendjébe, ezen belül a tülkösszarvúak (Bovidae) családjába és a kecskeformák (Caprinae) alcsaládjába tartozó faj.

## Neve
Az állat a tudományos nevét William Healey Dallról (1845-1927) kapta, aki egy amerikai természettudós volt.

## Előfordulása
Az alaszkai vadjuh Észak-Amerika északnyugati részén honos. Ez a vadjuhfaj a szubarktikus hegységek lakója. Előfordulási területe Alaszka, Yukon, az Északnyugati területeken levő Mackenzie-hegység és Brit Columbia. Az állat a szárazabb élőhelyeket kedveli: havasi legelők, sziklák, köves helyek. Az ilyen sziklás helyeken a ragadozók nehezebben tudják követni az állatot.
Az alaszkai vadjuhot a következő rezervátumokban lehet megtalálni: Kluane Nemzeti Park, Tatshenshini-Alsek Tartományi Park, Nahanni Nemzeti Park.

## Alfajai
Az állatnak két alfaja létezik:
- Ovis dalli dalli Nelson, 1884 - az északi alfaj, amely majdnem teljesen fehér
- Ovis dalli stonei J. A. Allen, 1897 - a délebbi alfaj, amely piszkos barna; tükrén és hátsó combjainak belső felén fehér foltok találhatók.

A tudósok szerint a két alfajt nem lehet elkülöníteni egymástól. Észrevettek már vegyes csordákat is ahol fehérek és barnák élnek egymás mellett, ezeket egyesek egy harmadik alfajnak tekintik, Ovis dalli fannini. Ezt a „harmadik alfajt” a Yukon területén levő Pelly- és Ogilvie-hegységekben lehet megtalálni. A mitokondriális DNS nem mutat molekuláris különbséget az alfajok között, de a nukleáris DNS mégis alátámasztja ezt. Az alfajok megkülönböztetését a kanadai vadjuhval (Ovis canadensis) való kereszteződések is nehezítik.

## Megjelenése
Színezete a fehértől a piszkos barnáig terjed. Szarva hajlott és sárgásbarna. A kosoknak nagy, görbült szarvuk van. A nőstények szarva kisebb, karcsúbb és kevésbé görbült. A kos elérheti a 130-180 centiméteres hosszúságot és a 70-110 kilogrammos tömeget.

## Életmódja
Nyáron, amikor nagy a táplálékkínálat a vadjuh sokféle növénnyel táplálkozik. Télen száraz, fagyott fűvel, ágakkal, mohával és zuzmóval táplálkozik. Főleg tavasszal az alaszkai vadjuh ásványokban gazdag gödröket keres fel, ezekhez sok kilométeres utat is képes megtenni. Az ásványok nyalogatása létfontos, mivel télen igen szegényes a tápláléka. Az állat főbb ragadozói a farkasok, a prérifarkasok, a fekete medvék és a grizzly medvék. A fiatal állatokat a szirti sas is képes megfogni.

## Szaporodása
A két nem külön-külön csapatban él, csak a párzási időszakban jönnek össze. A párzási időszak késő november és kora december között van. A bárányok májusban születnek.

## Képek

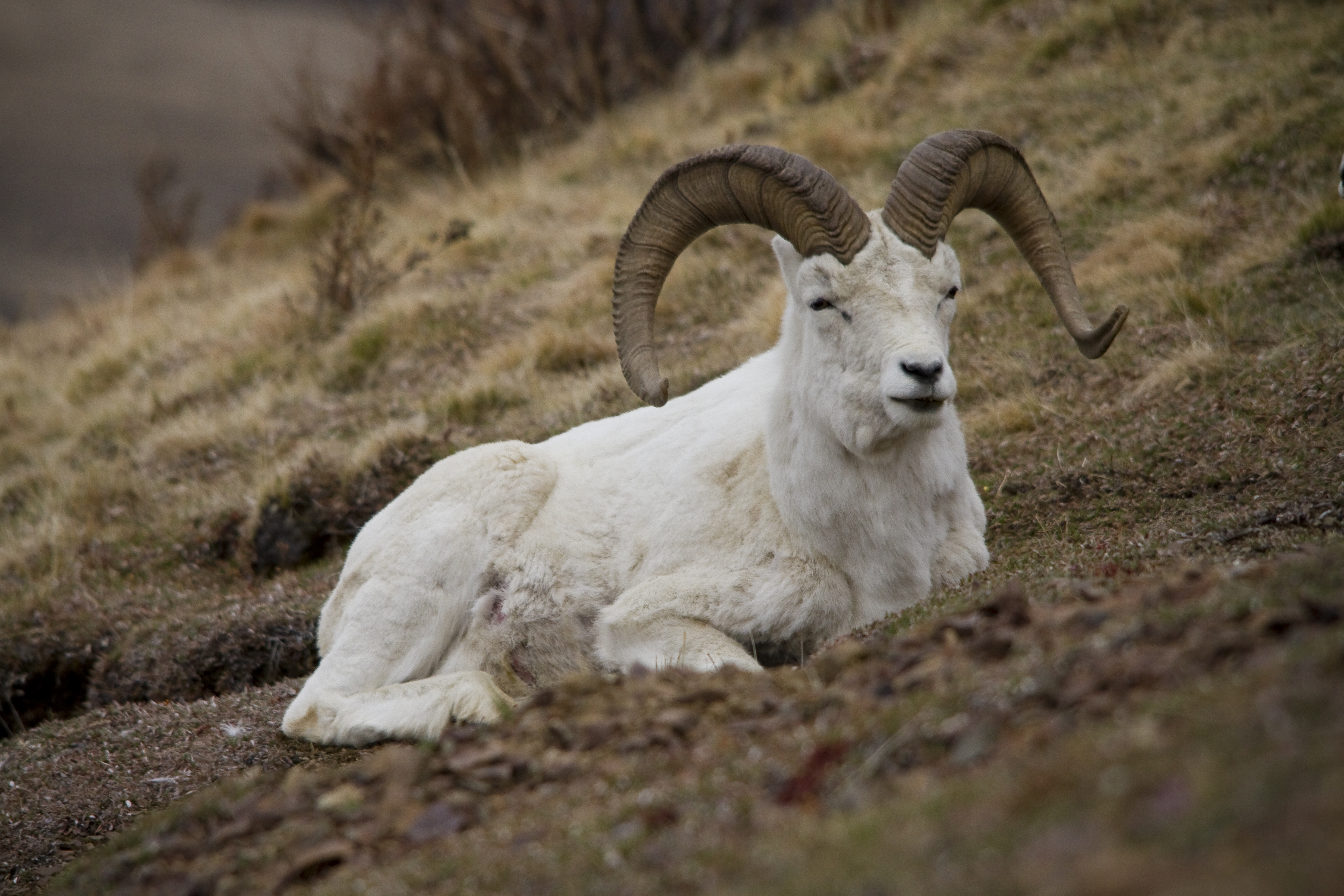
Kos és
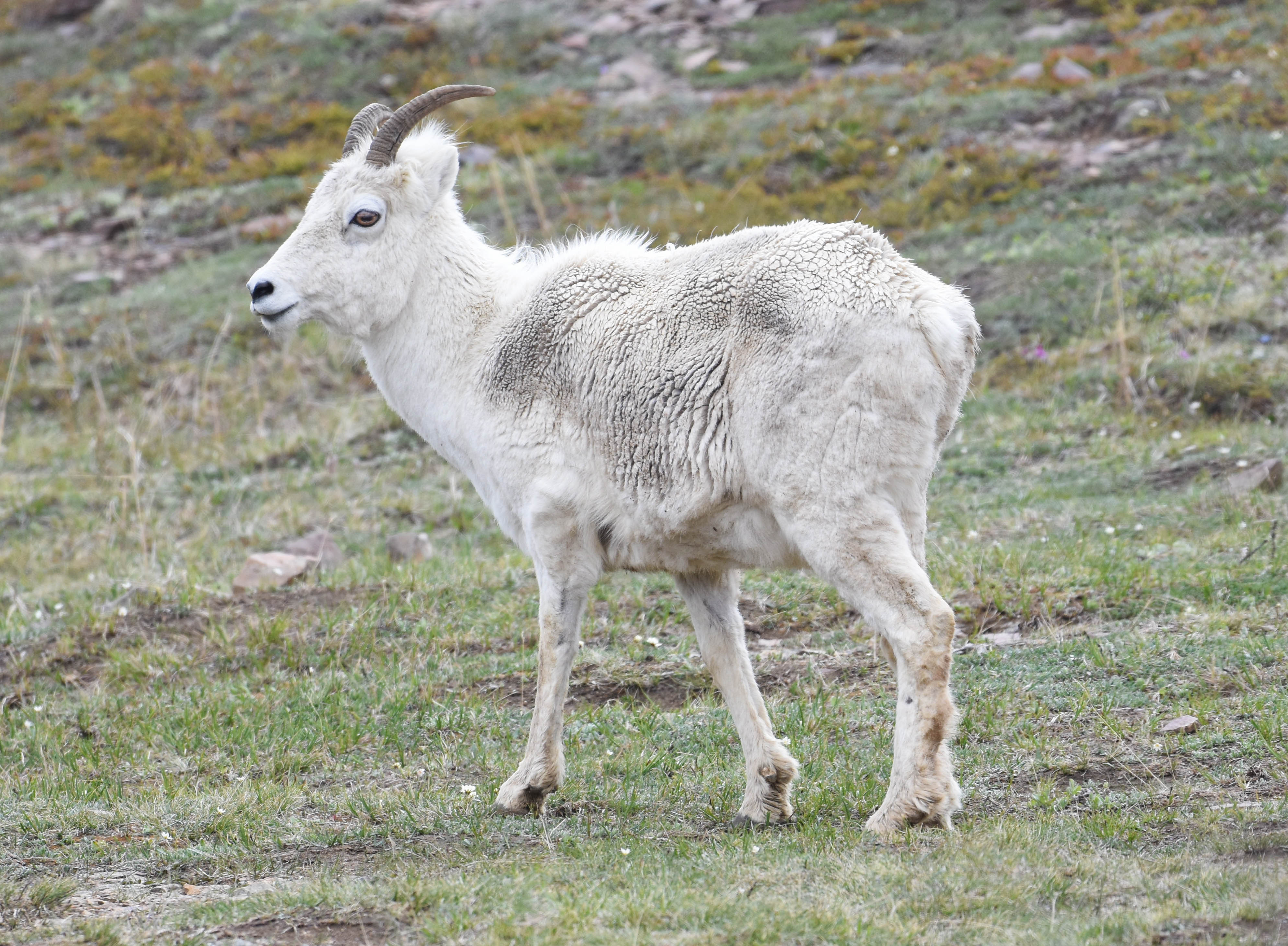
nőstény
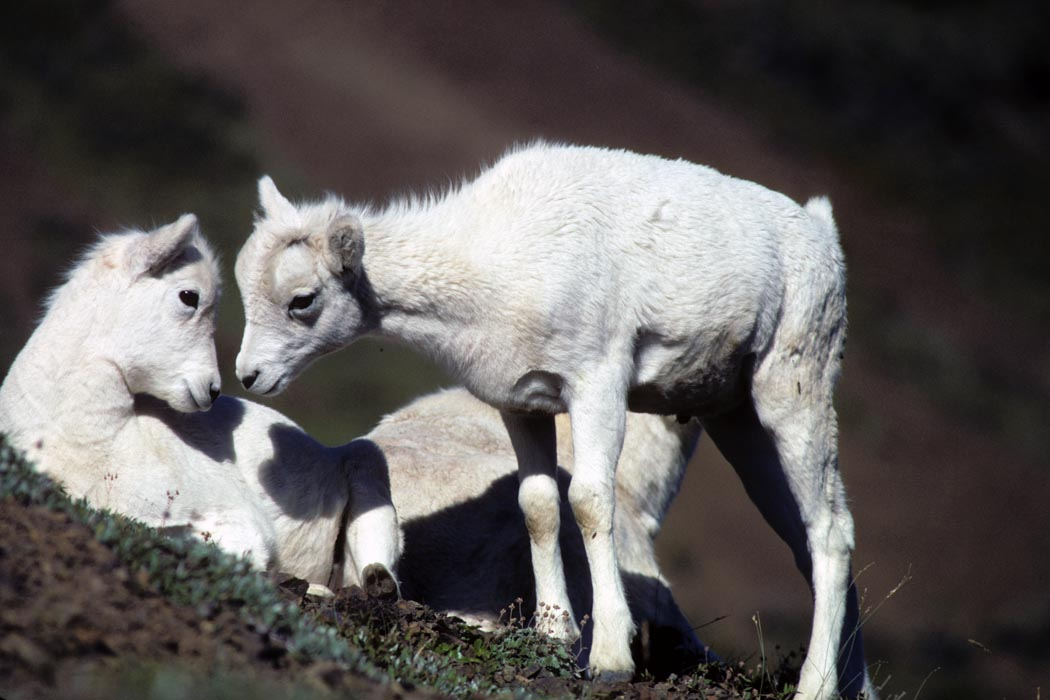
Két alaszkai vadjuh bárány
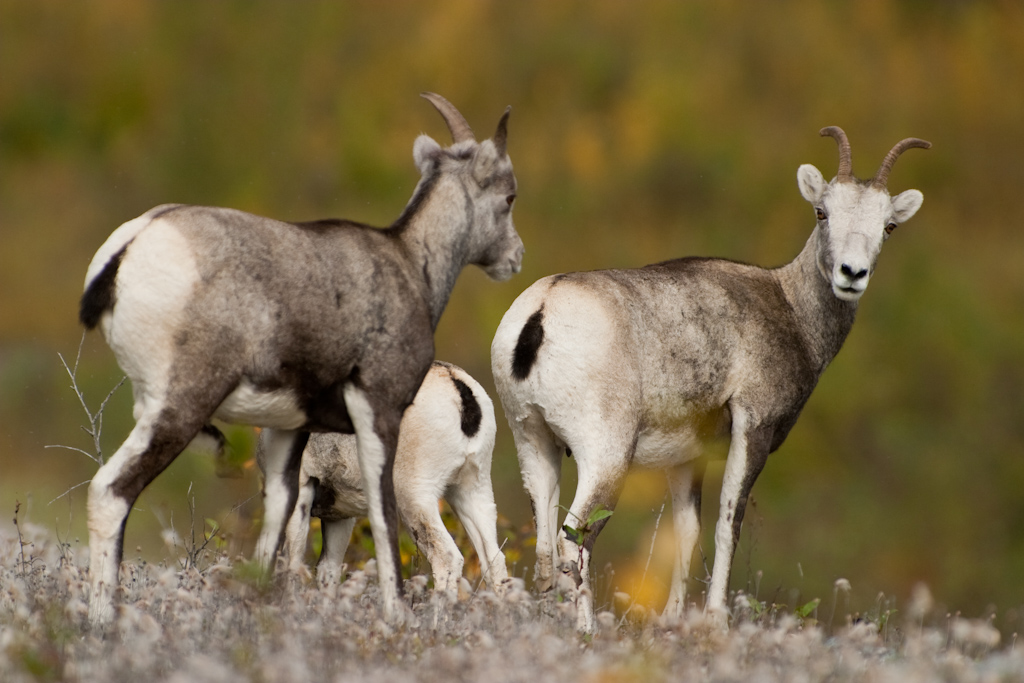
Ovis dalli stonei alfajból való állatok Brit Columbiában
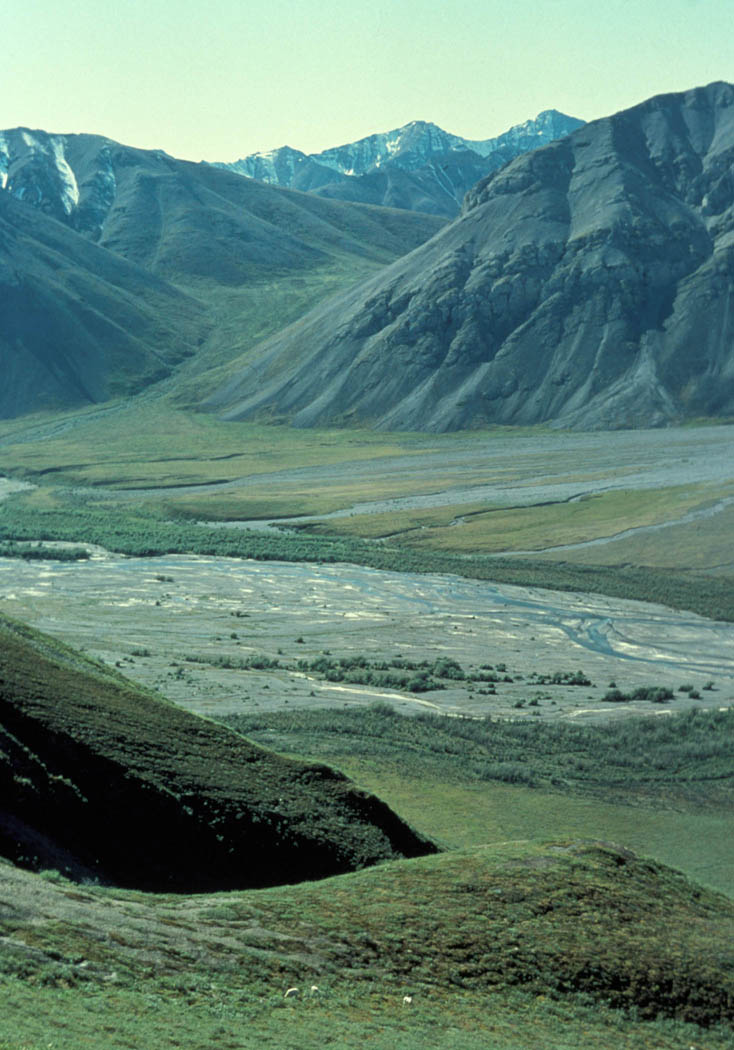
Sheenjek-folyó völgye alaszkai vadjuhokkal

### Fordítás
- Ez a szócikk részben vagy egészben  a   Dall sheep című angol Wikipédia-szócikk ezen változatának fordításán alapul.  Az eredeti cikk szerkesztőit annak laptörténete sorolja fel. Ez a jelzés csupán a megfogalmazás eredetét és a szerzői jogokat jelzi, nem szolgál a cikkben szereplő információk forrásmegjelöléseként.